# روني بلير
روني بلير (بالإنجليزية: Ronnie Blair)‏ (26 سبتمبر 1949 في المملكة المتحدة - ) هو لاعب كرة قدم أيرلندي شمالي في مركز الوسط. شارك مع منتخب أيرلندا الشمالية لكرة القدم. أما مع النوادي، فقد لعب مع أولدهام أثلتيك ونادي بلاكبول ونادي روتشديل ونادي كوليرين وكولورادو كاريبوز ‏.

## وصلات خارجية
- روني بلير على موقع قاعدة بيانات كرة القدم.إي يو (الإنجليزية)
- روني بلير على موقع ناشيونال فوتبول تيمز (الإنجليزية)